# Peroneutypa corniculata
Peroneutypa corniculata är en svampart som först beskrevs av Jakob Friedrich Ehrhart, och fick sitt nu gällande namn av Augusto Napoleone Berlese 1902. Peroneutypa corniculata ingår i släktet Peroneutypa och familjen Diatrypaceae.   Inga underarter finns listade i Catalogue of Life.